# Hi-Hello
Hi-Hello è il primo EP del cantante italiano Aiello, pubblicato il 26 maggio 2017 per l'etichetta Irma Records.

## Tracce
1. Come stai – 3:47
2. Solo a metà – 3:06
3. Promettimi – 3:12
4. Ogni tanto – 3:22
5. Accidenti a te – 3:00